# Ernesto García Cabral
Pour les articles homonymes, voir Cabral.
Ernesto « El Chango » García Cabral (né le 18 décembre 1890 à Huatusco, Veracruz - et mort le 8 août 1968) est un caricaturiste, muraliste et illustrateur de livres d'alphabétisation mexicain. On estime que l'ensemble de son œuvre avoisine les 25 000 documents (dessins, caricatures, affiches, publicités) dont plus de 10 000 ont déjà été catalogués .

## Biographie

### Débuts précoces
Ernesto García Cabral est né à Huatusco, dans l'État de Veracruz. Ses premières œuvres graphiques connues remontent à 1900. Grâce à ses talents précoces, dès l'âge de 12 ans, García Cabral contribue aux cours de dessin dans son école.

### Études à San Carlos
Le 13 décembre 1906, le chef du canton de Huatusco, Joaquín A. Castro, rédigea une lettre de recommandation destinée au gouverneur de Veracruz, Teodoro A. Dehesa, lui demandant l'octroi d'une bourse d'études pour Ernesto. Le gouverneur accepta, permettant ainsi au jeune artiste d'entrer à l'Académie de San Carlos, école d'arts plastiques de l'Université nationale autonome du Mexique. Il y côtoie Diego Rivera et José Clemente Orozco et y reçoit notamment l'enseignement de Germán Gedovius, alors collaborateur du Mundo Ilustrado, et y découvrit le classicisme, ainsi que les courants étrangers par le biais de revues importées. Un de ses premiers emplois officiels fut pour La Tarántula, dirigée par Fortunato Herrerías, qui deviendra l'un de ses meilleurs amis.

### La révolution mexicaine
Le 18 novembre 1910,  le journaliste Herrerías fut témoin oculaire à Puebla de l'attaque brutale de l'armée sur la résidence des frères Serdán. Herrerías communiqua par télégraphe les détails des faits à García Cabral qui publia dix vignettes. Ces dernières restent dans l'histoire comme les premières images connues de la révolution mexicaine.
García Cabral travailla pour La Risa, créée en juillet 1910, puis pour Multicolor, hebdomadaire anti-madériste créé en juillet 1911 par son ami Mario Vitoria. Malgré Porfirio Díaz en exil et Francisco Madero président, les caricaturistes ne se retinrent pas. Ils laissèrent libre cours à leur imagination pour critiquer violemment le nouveau président et son vice-président José María Pino Suárez. Tant et si bien qu'on attribue en partie à Vitoria et García Cabral la tombée en disgrâce populaire des deux hommes, exécutés finalement le 22 février 1913 sous les ordres de Victoriano Huerta. Peu de temps avant, Madero avait « invité » García Cabral à continuer ses études à Paris, avec une bourse conséquente. En 1913, Huerta, montrant peu de gratitude, retira la bourse à l'artiste, qui connut ensuite des années difficiles.

### L'exil: Paris
García Cabral travailla à Paris pour les parutions Le Rire, La balonette et La vie parisienne. L'exil fut une manne d'enseignements pour lui, qui découvrit la vie de bohème, la mode parisienne, la peinture, l'art nouveau et les prémisses de l'art déco.

### L'exil: voyage en Argentine
En 1915, infortuné et dans le contexte tendu de  la Première Guerre mondiale, García Cabral voyagea à Madrid d'où il rejoint l'Argentine par le bateau à vapeur de l'Infante Isabelle de Bourbon. Il contribue alors aux quotidiens La Nación, El Tiempo et El Mundial, et aux revues Caras y Caretas, I.G.B., Proteo et La Pluma, avec des interventions occasionnelles pour Revista Popular et Los Diez de Chile. Il développa à cette époque un style personnel, plus dramatique.

### Retour au Mexique
De retour au Mexique après plus de 5 ans d'exil, Ernesto García Cabral se fit connaître, en sus des couvertures qu'il dessinait pour Revista de Revistas et du strip quotidien qu'il publiait dans Excélsior, en introduisant les styles  des mouvements art nouveau et le récent art déco dans son pays,,.

## Anecdotes
García Cabral a également été dresseur de colibris, sportif de haut niveau en lutte gréco-romaine (2° national), danseur de tango et acteur de films muets.
« El Chango » avait pour amis de grandes personnalités telles que Charles Lindbergh, Lénine, Enrico Caruso ou Walt Disney. Il existe une photographie où l'on peut voir García Cabral donner un coup de pied au mythique interprète de Tarzan, Johnny Weissmuller,

## Filmographie
- 1924 : Atavismo de Gustavo Sáenz de Sicilia
- 1926 : Un drama en la aristocracia de Gustavo Sáenz de Sicilia
- 1965 : En este pueblo no hay ladrones d'Alberto Isaac

## Distinctions
- Prix Ottmar Mergenthaler de la Presse Interaméricaine
- Prix National des Arts Plastiques du Mexique